# Védtelen gyermek
Védtelen gyermek (eredeti cím: Case 39) 2009-ben bemutatott amerikai természetfeletti horror-thriller, Christian Alvart rendezésében. A főbb szerepeket Renée Zellweger, Jodelle Ferland, Bradley Cooper és Ian McShane alakítja.
2010. október 1-én mutatták be az Amerikai Egyesült Államokban, Magyarországon DVD-n jelent meg szinkronizálva.

## Szereplők
| Szerep                  | Színész             | Magyar hang     |
| ----------------------- | ------------------- | --------------- |
| Emily Jenkins           | Renée Zellweger     | Orosz Anna      |
| Lillith "Lily" Sullivan | Jodelle Ferland     | Pekár Adrienn   |
| Mike Barron nyomozó     | Ian McShane         | Orosz István    |
| Dr. Douglas J. Ames     | Bradley Cooper      | Czvetkó Sándor  |
| Edward Sullivan         | Callum Keith Rennie | Szatmári Attila |
| Margaret Sullivan       | Kerry O'Malley      | Oláh Orsolya    |
| Wayne                   | Adrian Lester       | Vári Attila     |
| Denise                  | Georgia Craig       |                 |
| Nancy                   | Cynthia Stevenson   |                 |
| Diego                   | Alexander Conti     |                 |

## A film készítése
A film forgatása 2006. október 31-én kezdődött Vancouverben.